# 木上站

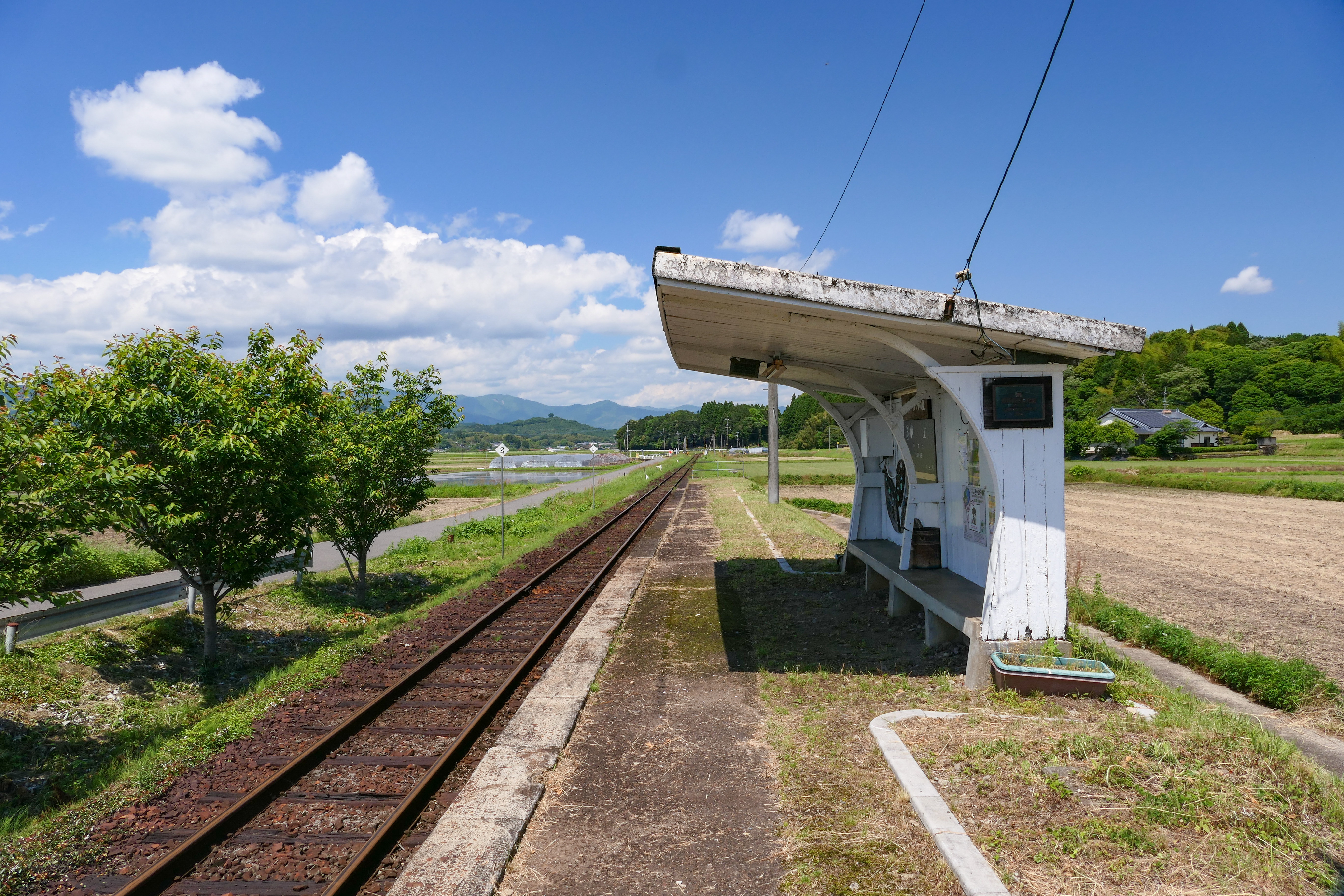
候車室與月台(2023年5月)

木上站（日语：／ Kinoe eki */?）是位於熊本縣球磨郡錦町，屬於球磨川鐵道湯前線的車站。

## 車站構造
本站為擁有岸式月台1面1線，可供4節車廂停靠的無人車站。站內設有簡易型的候車室與廁所。

## 車站周邊
週邊是田園地帶、南測為住家所在。
- 國道219號 - 位於車站南方約1公里的山丘上。國道上有產交巴士的下乙（しもおと）公車站和上下乙（かみしもうと）公車站。
- 宣德寺
- 球磨川
- 木上大橋 - 渡過球磨川的橋

## 歷史
- 1953年7月15日　設立。
- 1987年4月1日 - 國鐵分割民營化後成為九州旅客鐵道（JR九州）轄下的車站。
- 1989年10月1日 - 湯前線交由球磨川鐵道營運。
- 2008年5月23日 - 改稱為筑紫茨之鄉－木上站（ツクシイバラの里・木上駅），目的是為了宣傳錦町特有且瀕臨絕種的植物「筑紫茨」，但尚未正式實行，僅是形式上的更動。

## 相鄰車站
球磨川鐵道
湯前線
一武－木上－岡留幸福

## 關連項目
- 日本鐵路車站列表

## 外部連結
- 球磨川鐵道各站資訊 （页面存档备份，存于）（日語）